# خانه آتشفشان ایسلند
خانه آتشفشان (به انگلیسی: Volcano House) یک نمایشگاه زمین‌شناسی در ریکیاویک ایسلند است.

این مکان اطلاعاتی دربارهٔ تاریخچه زمین‌شناسی ایسلند و عملکرد و ساختار آتشفشان‌ها ارائه می‌دهد. خانه آتشفشان در هر ساعت دو مستند را نمایش می‌دهد، یکی فوران آتشفشانی ایافیاتلایوکوتل در سال ۲۰۱۰ میلادی و دیگری فورانی در جزایر وستمن در سال ۱۹۷۳ میلادی.

خانه آتشفشان همچنین شامل یک کافی شاپ و یک مغازه کادو فروشی می‌باشد که هر روز هفته از ساعت ۹:۰۰ صبح تا ۲۲:۰۰ شب باز است.